# Batillaria flectosiphonata
Batillaria flectosiphonata là một loài ốc biển, là động vật thân mềm chân bụng sống ở biển thuộc họ Batillariidae.